# Светослав (Силистренская область)
Светослав (болг. Светослав) — село в Болгарии. Находится в Силистренской области, входит в общину Кайнарджа. Население составляет 153 человека.

## Политическая ситуация
Светослав подчиняется непосредственно общине и не имеет своего кмета.
Кмет (мэр) общины Кайнарджа — Любен Жеков Сивев (инициативный комитет) по результатам выборов в правление общины.